# VSC Klingenthal

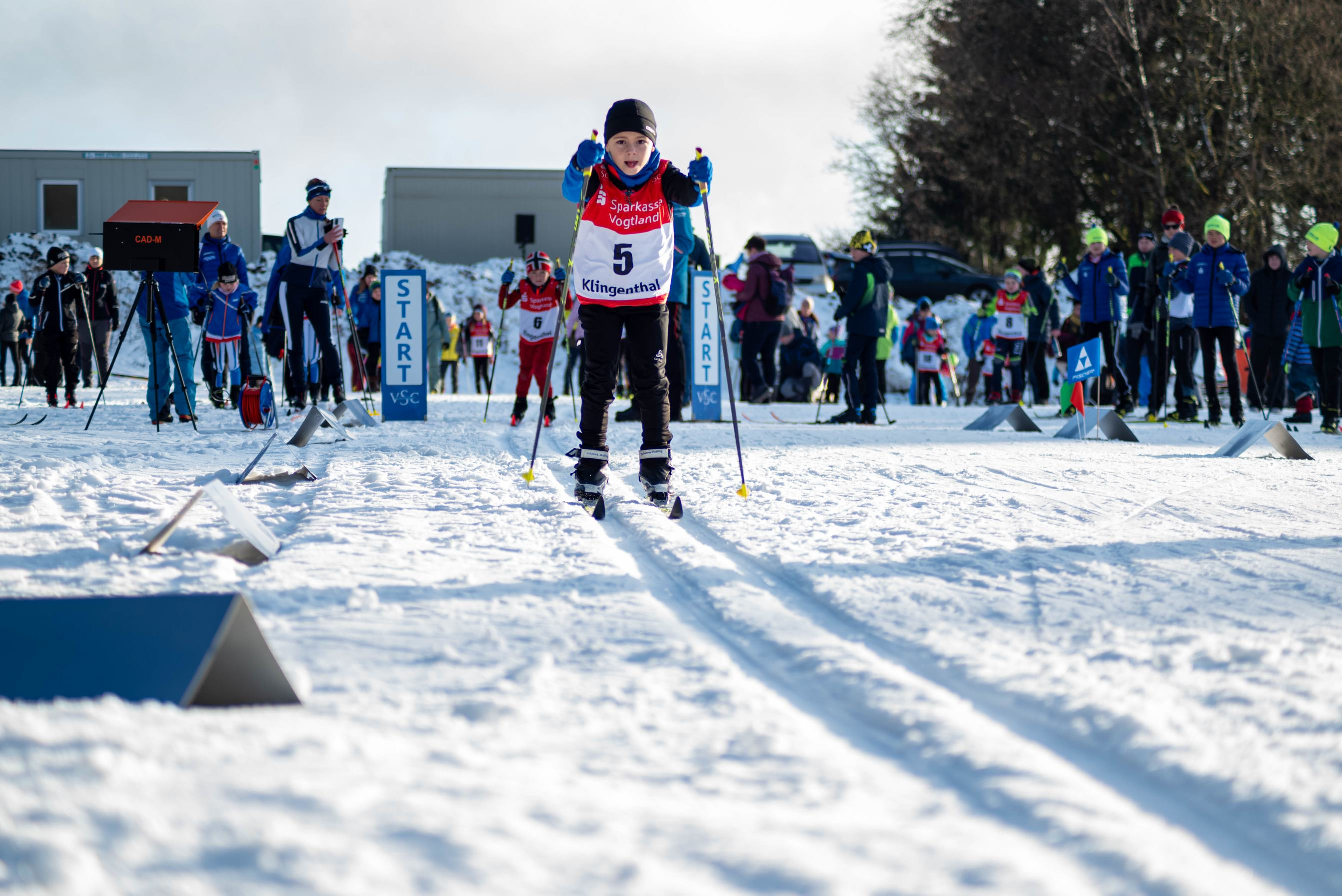
Rund um den Kiel ist ein Nachwuchswettbewerb des VSC Klingenthal

Der Vogtländische Skiclub Klingenthal e. V., kurz VSC Klingenthal, ist ein in Südwestsachsen beheimateter Skisportverein. Mit mehr als 450 Mitgliedern ist er der größte Wintersportverein Sachsens. Er wurde 1997 aus den drei Klingenthaler Vereinen WSV Aschberg Mühlleithen, Skiverein Klingenthal und Vogtlandia Fun Factory gegründet. In sportlicher Hinsicht beansprucht er die Nachfolge des erfolgreichen DDR-Sportvereins SC Dynamo Klingenthal.
Seit 2007 ist Klingenthal zusammen mit Oberwiesenthal ein Bundesstützpunkt des Deutschen Skiverbands für die Kategorie Ski Nordisch. Außerdem wird in Klingenthal der Nachwuchs direkt durch einen Sportcampus mit Skiinternat gefördert. Klingenthal ist ebenfalls Olympiastützpunkt. Die Athleten werden hier direkt in Zusammenarbeit mit dem VSC Klingenthal ausgebildet.

## Geschichte

### Frühe Geschichte des Wintersports in Klingenthal
Die Geschichte des Wintersports in Klingenthal begann 1908 mit der Gründung des ersten Wintersportvereins der Stadt, dem Wintersportverein Klingenthal-Aschberg (WSV). Unter der Leitung des Kaufmanns Paul Barthol entstand eine Bewegung, die den Wintersport in der Region förderte. Im Jahr 1919 fusionierte der WSV Klingenthal-Aschberg mit dem Verein für Bewegungsspiele (VfB) zum Sportverein Klingenthal.
In den folgenden Jahren bildeten sich weitere Vereine, darunter der WSV Aschberg im Jahr 1922 unter der Leitung von Curt August Seydel und der WSV Mühlleithen im Jahr 1924 mit Karl Dörfel als erstem Vorsitzenden.
Der Klingenthaler Harry Glaß holte 1956 Bronze im Skispringen bei den Olympischen Winterspielen in Cortina d’Ampezzo und damit die erste olympische Medaille für die DDR. Er startete für den SC Dynamo Klingenthal.

### Sportclub Dynamo Klingenthal
Der SC Dynamo Klingenthal war ein Sportclub in der Stadt Klingenthal in der DDR. Er wurde 1951 gegründet und war Teil des DDR-Sportförderungssystems, das von den staatlichen Sicherheitsorganen, insbesondere dem Ministerium für Staatssicherheit (MfS), unterstützt wurde.

## Gründung und Aufstieg
Der Verein wurde 1951 als Betriebssportgemeinschaft (BSG) der Volkspolizei Klingenthal gegründet und trug zunächst den Namen BSG Volkspolizei Klingenthal. Später wurde der Verein in SC Dynamo Klingenthal umbenannt und wurde Teil des Sportsystems der DDR.
Der SC Dynamo Klingenthal war besonders erfolgreich im Skisprung und in der Nordischen Kombination. Die Mitglieder des Vereins gehörten regelmäßig zu den besten Athleten in ihren Disziplinen und gewannen zahlreiche nationale und internationale Wettbewerbe.

### Erfolgreiche Sportler des SC Dynamo Klingenthal

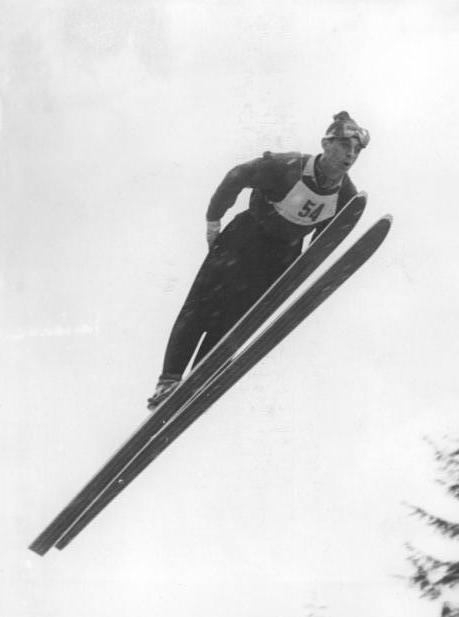
Harry Glaß gewann 1956 als erster Deutscher eine olympische Medaille im nordischen Skisport. Dies war zugleich die erste olympische Medaille für die DDR

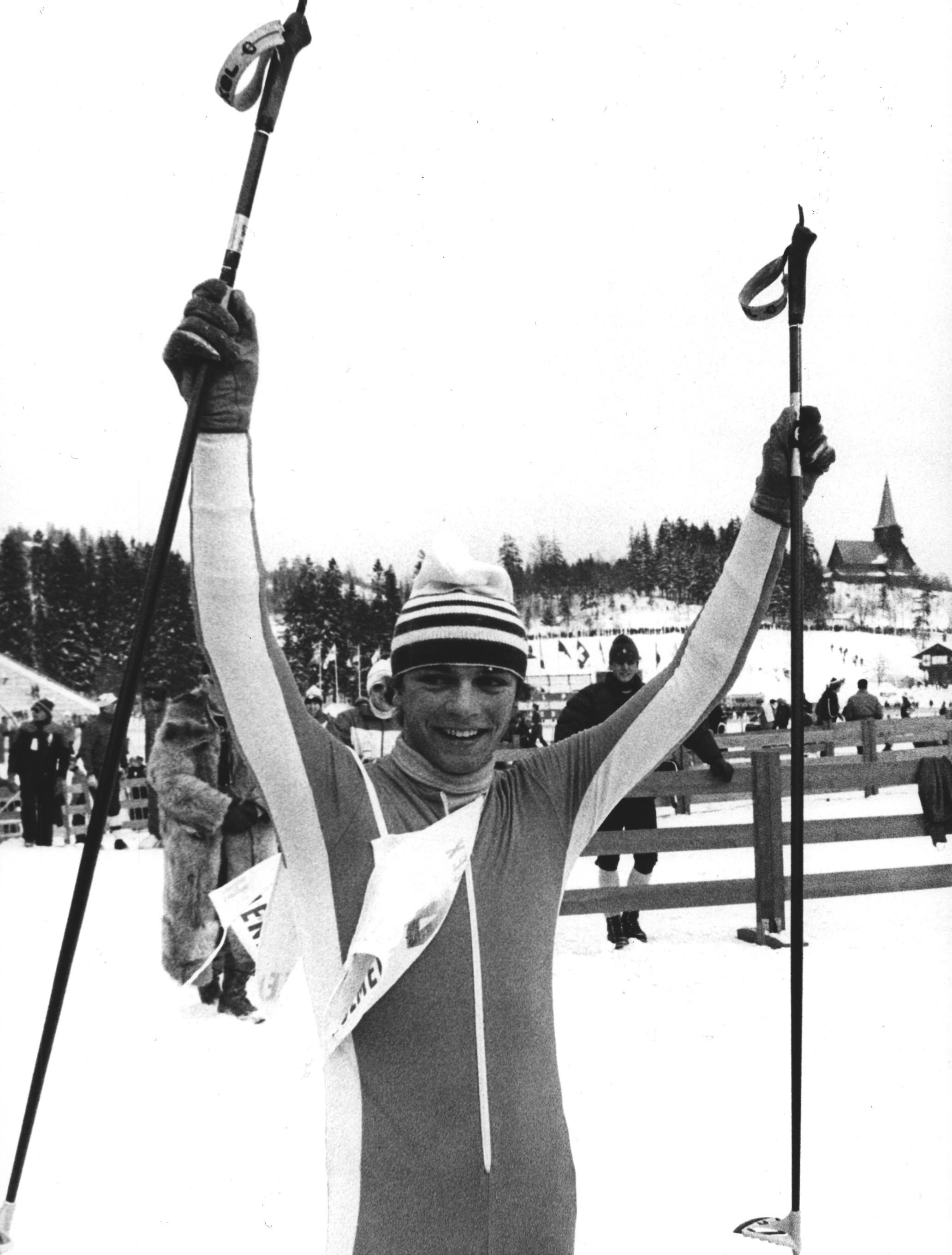
1980 gewann Uwe Dotzauer vom SC Dynamo Klingenthal in der Nordischen Kombination am legendären Holmenkollen.

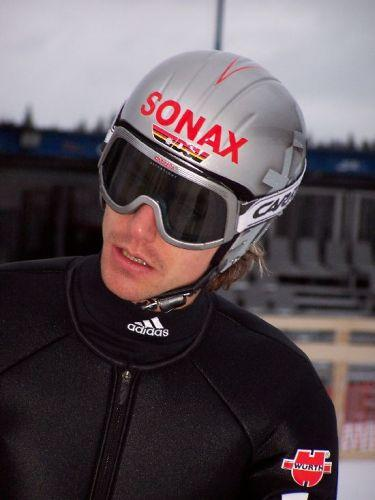
Bevor es Sven Hannawald in den Schwarzwald zog, verbrachte er einige Jahre an der Kinder- und Jugendsportschule in Klingenthal. In dieser Zeit trainierte er beim SC Dynamo Klingenthal.

- Thomas Abratis
- Manfred Brunner
- Matthias Buse
- Günter Deckert
- Manfred Deckert
- Rainer Dietel
- Uwe Dotzauer
- Holger Freitag
- Harry Glaß
- Henry Glaß
- Sven Hannawald
- Sonnhilde Hausschild
- Gerd Heßler
- Heiko Hunger
- Gert-Dietmar Klause
- René Kummerlöw
- Andreas Kunz
- Remo Lederer
- Ralph Leonhardt
- Christel Meinel
- Dieter Meinel
- Thomas Meisinger
- Klaus Ostwald
- Thomas Pawliczek
- Thomas Prenzel
- Uwe Prenzel
- Ulrich Pschera
- Manfred Queck
- Marlies Rostock
- Olaf Schmidt
- Gunter Schmieder
- Gerd Siegmund
- Jürgen Thomas
- Claus Tuchscherer
- Heinz Wosipiwo

### Unterstützung durch das Ministerium für Staatssicherheit
Wie viele andere Sportvereine in der DDR, erhielt auch der SC Dynamo Klingenthal Unterstützung von staatlichen Organen, insbesondere dem Ministerium für Staatssicherheit (MfS). Diese Unterstützung umfasste finanzielle Mittel, Trainingscamps und andere Ressourcen, um die Leistungsfähigkeit der Athleten zu fördern.

### Ende des Vereins
Nach der deutschen Wiedervereinigung verlor der SC Dynamo Klingenthal seine staatliche Unterstützung und konnte nicht mehr auf dem gleichen Niveau existieren wie zu DDR-Zeiten. Der Verein wurde aufgelöst und seine Mitglieder schlossen sich anderen Vereinen an oder beendeten ihre sportliche Karriere.

### Entwicklung zum größten sächsischen Wintersportverein
Die Entwicklung des Wintersports in Klingenthal erlebte einen Wendepunkt im Jahr 1997, als die drei bedeutenden Wintersportvereine der Region beschlossen, sich zum VSC Klingenthal zusammenzuschließen. Mit diesem Zusammenschluss entstand ein Verein mit über 450 Mitgliedern, der sich sowohl dem Breiten- als auch dem Leistungssport widmete.

### Weiterentwicklung und wirtschaftliche Absicherung
Um die Durchführung von Wettkämpfen zu gewährleisten und den wirtschaftlichen Betrieb des Vereins zu sichern, wurde im Jahr 1997 die „Arbeitsgemeinschaft Ski“ gegründet. Darüber hinaus wurde im Laufe der Jahre die proSport GmbH als Tochtergesellschaft des VSC Klingenthal ins Leben gerufen, um den wirtschaftlichen Geschäftsbetrieb zu unterstützen.
In den folgenden Jahren erwarb der Verein verschiedene Unternehmen und Einrichtungen, darunter das Waldhotel Vogtland im Jahr 2001 und die Vogtland-Arena-Vermarktungsgesellschaft im Jahr 2004. Diese Schritte trugen zur Stärkung der Position des VSC Klingenthal als führender Wintersportverein in Sachsen bei.

## Sportliche Disziplinen

### Skispringen
Die Skisprungabteilung des VSC Klingenthal ist eine der prominentesten und erfolgreichsten des Vereins. Mit erstklassigen Trainingsanlagen, darunter die berühmte Vogtland Arena, bietet der Verein seinen Mitgliedern optimale Bedingungen für das Training und die Teilnahme an Wettbewerben. Die Skispringer des VSC Klingenthal haben sich in nationalen und internationalen Wettbewerben einen Namen gemacht.
Erfolgreiche und aktuelle Skispringer des VSC Klingenthal und des Bundesstützpunktes:

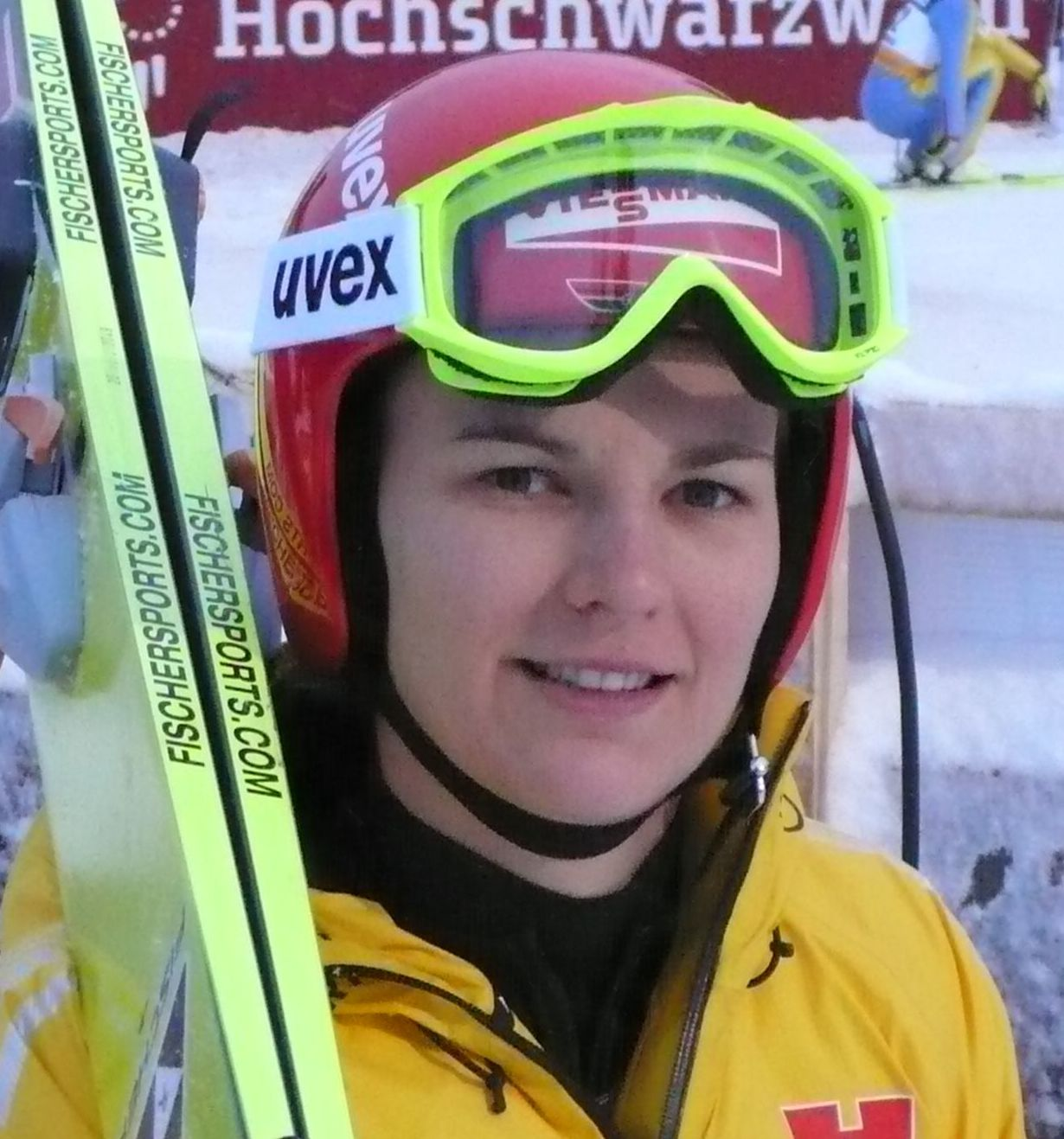
Ulrike Gräßler ist ehemalige Skispringerin des VSC Klingenthal und gewann eine Silbermedaille bei den ersten Damen-Weltmeisterschaften im Jahr 2009

- Ulrike Gräßler
- Lia Böhme
- Julina Kreibich
- Josephin Laue
- Kim Amy Duschek
- Megi-Lou Schmidt
- Klara Lebelt

### Nordische Kombination
Die Nordische Kombination, eine Disziplin, die das Skispringen und den Skilanglauf kombiniert, ist ebenfalls ein fester Bestandteil des Angebots des VSC Klingenthal. Der VSC Klingenthal hat eine Reihe von erfolgreichen Nordisch-Kombinierten-Athleten und Athletinnen hervor gebracht, welche auch international Erfolge bringen konnten.
Erfolgreiche und aktuelle Athleten der Nordischen Kombination des VSC Klingenthal und des Bundesstützpunktes:

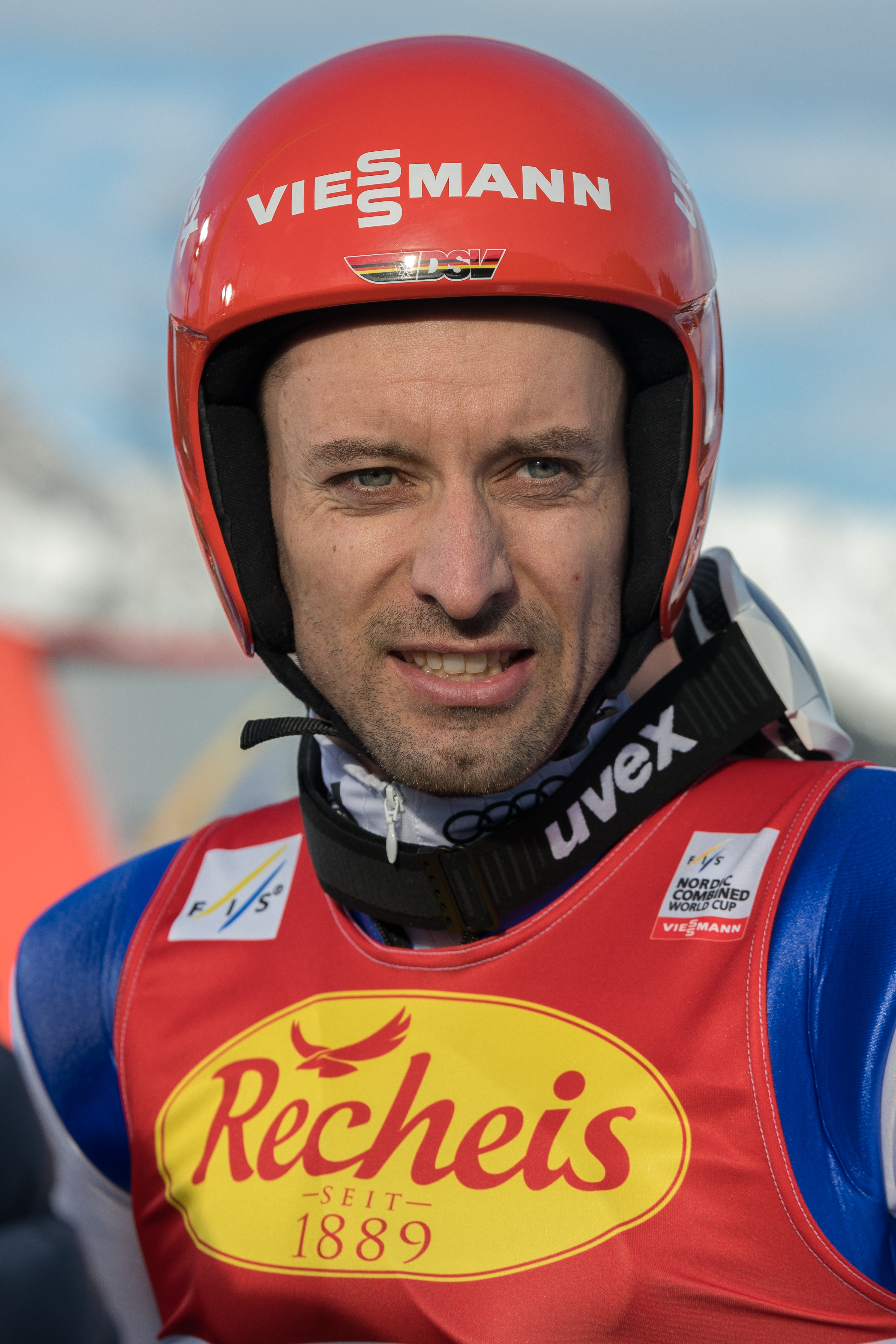
Björn Kircheisen war lange eine Größe in der Nordischen Kombination und trainierte im Landesleistungszentrum Klingenthal

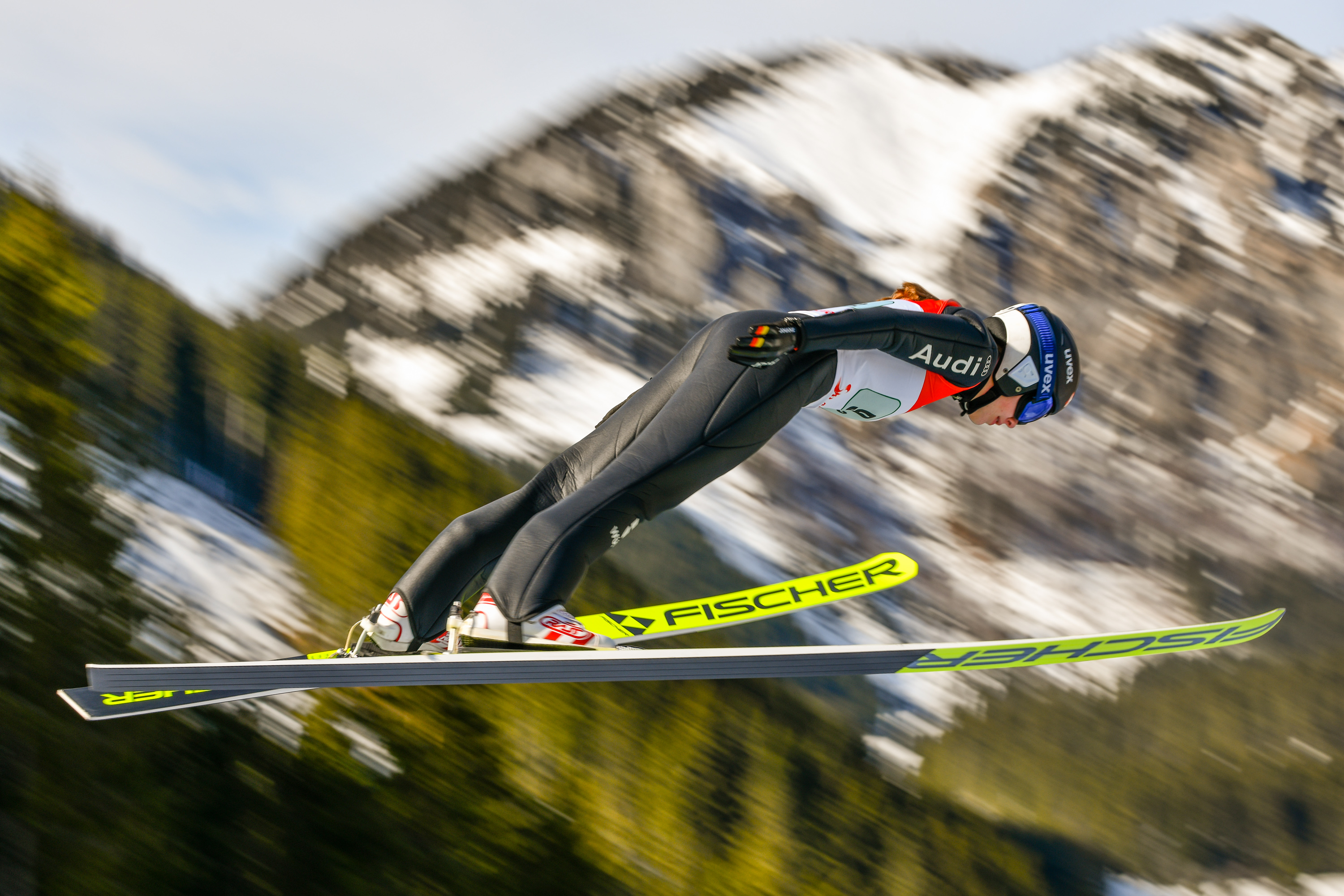
Jenny Nowak ist regelmäßig im Weltcup der Nordischen Kombination unterwegs und konnte 2023 ihren ersten Podiumsplatz feiern

- Björn Kircheisen
- Tom Lubitz
- David Welde
- Tim Kopp
- Nick Siegemund
- Nick Schönfeld
- Johann Unger
- Jenny Nowak
- Anne Häckel
- Thea Häckel
- Ronja Loh
- Maja Loh

### Skilanglauf
Das Skilanglaufzentrum des VSC Klingenthal bietet Loipen für Langläufer aller Niveaus. Von Anfängern bis hin zu erfahrenen Athleten finden alle Mitglieder des Vereins ideale Bedingungen für ihr Training und ihre Wettkämpfe. Der Skilanglauf ist eine traditionelle Sportart, die einen wichtigen Teil der Vereinsaktivitäten ausmacht.
Erfolgreiche und aktuelle Langläufer des VSC Klingenthal und des Bundesstützpunktes:
- Saskia Nürnberger
- Max Goether
- Jonas Albrecht
- Janik Weidlich
- Laura Petzold

### Jugendarbeit und Breitensport
Der VSC Klingenthal legt großen Wert auf Jugendarbeit und die Förderung des Breitensports.

## Sportstätten

### Vogtland Arena

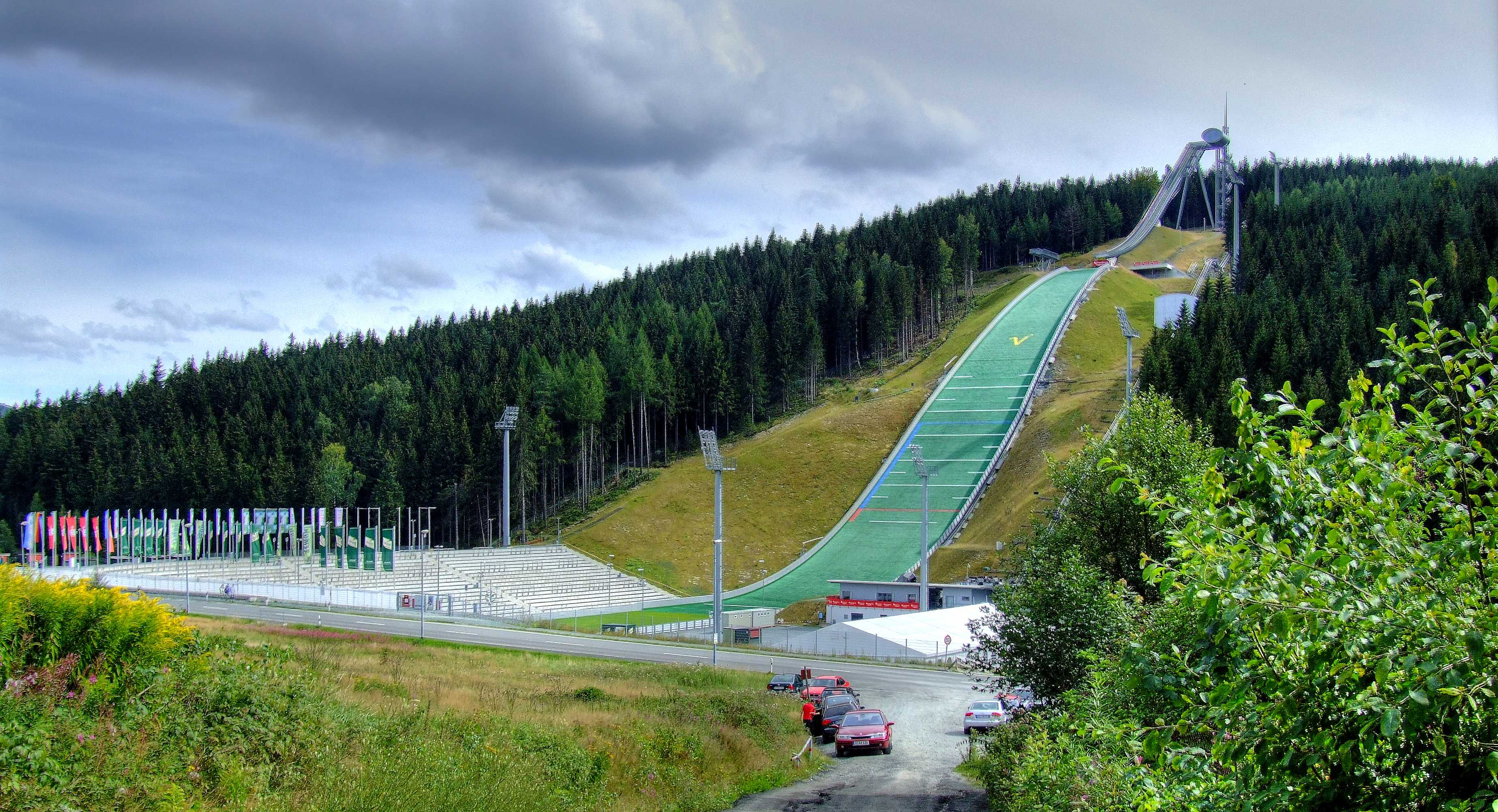
Die Vogtland Arena am Schwarzberg in Klingenthal

Die Vogtland Arena in Klingenthal gilt als eine der modernsten Skisprung-Anlagen der Welt. Ihre Fertigstellung im Jahr 2006 machte sie schnell zu einem Publikumsmagneten. Bereits im Eröffnungsjahr konnte sie mehr als 75.000 Tagesbesucher begrüßen. Die Leichtbauweise der Großschanze mit ihrem 35 Meter hohen Schanzenturm und der schwebenden Aussichtskapsel machen das Wintersportzentrum zu einer architektonischen Attraktion.
Neben Weltcups im Spezialspringen und der Nordischen Kombination ist auch der FIS Sommer Grand Prix regelmäßig zu Gast in Klingenthal. Die Technik der Großschanze erfüllt höchste Ansprüche.
Die Vogtland Arena ist nicht nur für ihre sportlichen Veranstaltungen bekannt, sondern auch für ihre Umgebung. Eingebettet in dichte Wälder und typische Mittelgebirgslandschaften bietet sie einen Panoramablick über das Vogtland. Besucher haben die Möglichkeit, mit dem „WieLi“ (Wiegand-Lift) eine erlebnisreiche Fahrt zum Schanzenturm zu unternehmen und von dort aus die Landschaft zu genießen.
Die Kapsel auf dem Schanzenturm dient den Athleten während der Wettkämpfe als Wärmeraum und steht Gästen als Aussichtspunkt zur Verfügung. Sie wurde als Aluminium-Sandwich-Konstruktion ähnlich einer Flugzeugkabine entworfen und ist eine weitere Attraktion der Arena.

#### Geschichte
Die Geschichte der Vogtland Arena reicht bis ins Jahr 1932 zurück, als Howard Willie Meisel das Projekt einer Schanze am Schwarzberg vorlegte. Obwohl die Vergabe der Olympischen Winterspiele 1936 an Garmisch-Partenkirchen das Projekt vorerst verzögerte, entstand 1959 die große Aschbergschanze im Steinbachtal. Diese erlebte viele Wettkämpfe und Meisterschaften, bevor sie 1990 gesprengt wurde. Ein Wiederaufbau scheiterte, doch ein Förderverein kämpfte für den Erhalt des Areals und baute am Gegenhang Schanzen für den Nachwuchs.

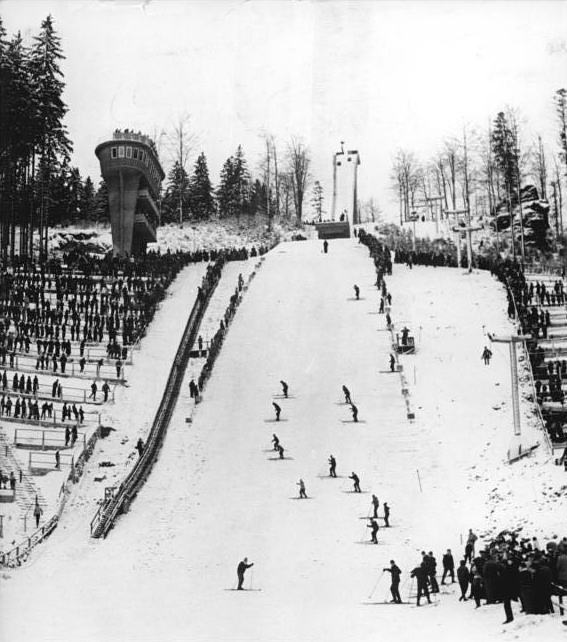
Die Große Aschbergschanze im Steinbachtal in Klingenthal

Von 2003 bis 2005 wurde die Vogtland Arena errichtet. Sie wurde am 27. August 2006 im Rahmen des Sommer-Grand-Prix der Nordischen Kombination offiziell eingeweiht. Der erste Sprung fand bereits vor der offiziellen Eröffnung statt.

### Vogtlandschanzen Mühlleithen

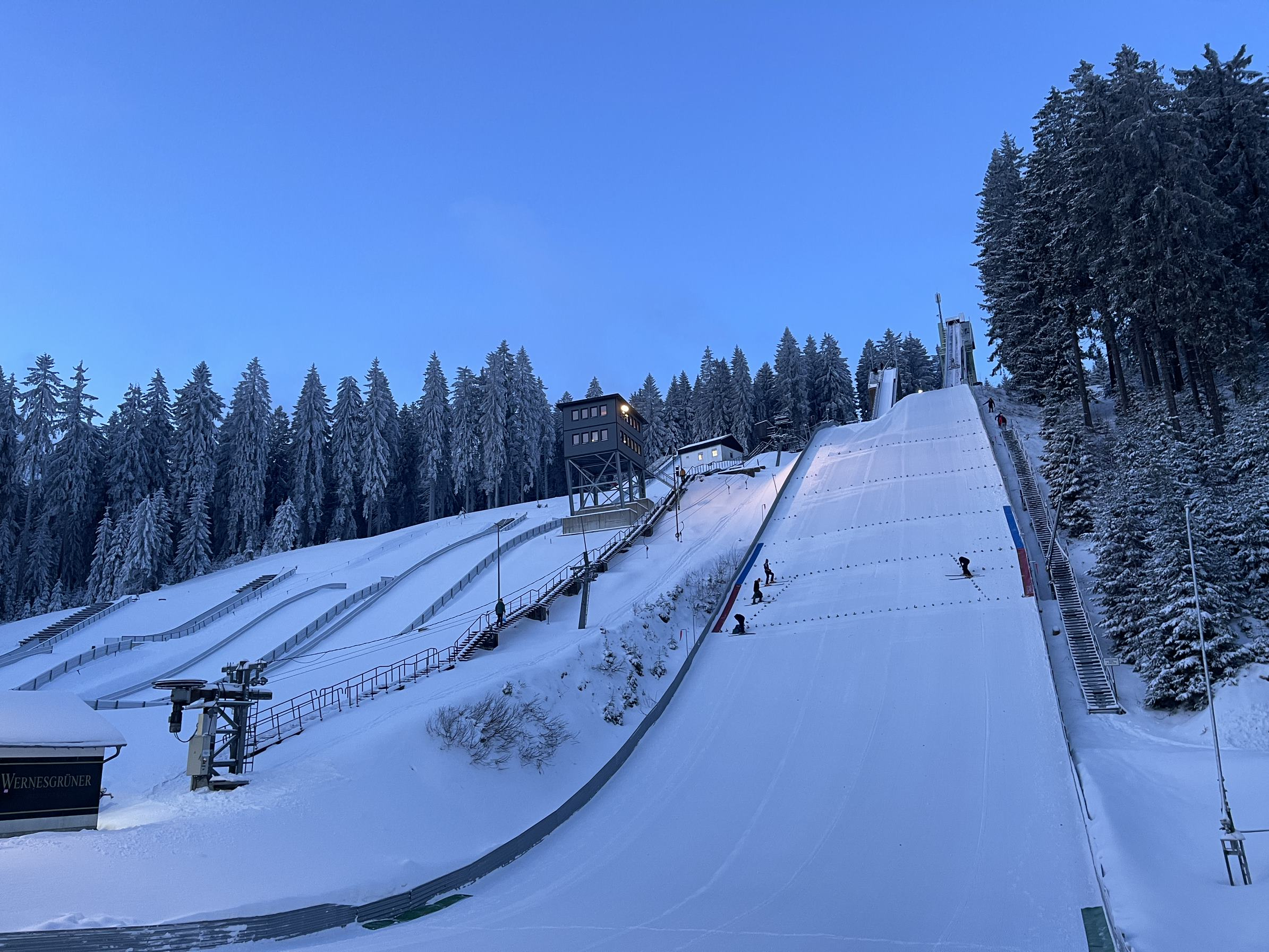
Die Vogtlandschanzen in Mühlleithen

Die Vogtlandschanzen sind Skisprungschanzenkomplexe in Mühlleithen, Klingenthal. Diese Schanzenanlagen sind ein bedeutender Bestandteil des Wintersports in der Region und haben eine lange Geschichte sowie eine herausragende Rolle in der Entwicklung des Skispringens.
Geschichte und Entwicklung

Die Geschichte der Vogtlandschanzen reicht bis in die Anfänge des Skisports in der Region zurück. Der Bau der ersten Schanze erfolgte in den frühen Jahren des 20. Jahrhunderts, und seitdem haben kontinuierliche Erweiterungen und Modernisierungen stattgefunden. Die Vogtlandschanzen wurden zu einem wichtigen Austragungsort für nationale und internationale Skisprungwettbewerbe.
Beschreibung der Anlagen

Die Vogtlandschanzen umfassen mehrere Schanzen unterschiedlicher Größe und Schwierigkeitsgrade. Zu den bekanntesten gehören die Großschanze und die Normalschanze, die regelmäßig für Wettkämpfe genutzt werden. Die Schanzen sind technisch anspruchsvoll gestaltet und bieten Skispringern optimale Bedingungen für Training und Wettkampf.
Bedeutung im Skisport

Die Vogtlandschanzen haben sich als wichtige Stätten des Skisports etabliert und tragen zur Förderung des Skispringens in der Region bei. Sie dienen nicht nur als Trainings- und Wettkampfstätten für lokale Athleten, sondern sind auch Austragungsorte für internationale Skisprungveranstaltungen. Die Schanzenanlagen haben somit eine weitreichende Bedeutung für die Skisprungszene in Deutschland und darüber hinaus.
Aktivitäten und Veranstaltungen

Die Vogtlandschanzen sind Schauplatz für eine Vielzahl von Skisprungwettbewerben, darunter Weltcups, Continentalcups und Juniorenwettbewerbe. Darüber hinaus werden auch Trainingseinheiten, Sommer-Grand-Prix-Veranstaltungen und andere Events auf den Schanzen abgehalten. Die Anlagen ziehen jedes Jahr zahlreiche Zuschauer und Skisportfans an.
Zukunftsperspektiven

Die Vogtlandschanzen bleiben ein zentraler Bestandteil des Skisports in der Region und werden voraussichtlich weiterhin eine wichtige Rolle im nationalen und internationalen Skisprunggeschehen spielen. Die kontinuierliche Modernisierung und Pflege der Anlagen ist entscheidend, um ihre Funktionalität und Attraktivität für Skispringer und Zuschauer zu erhalten.

### Loipenzentrum Mühlleithen

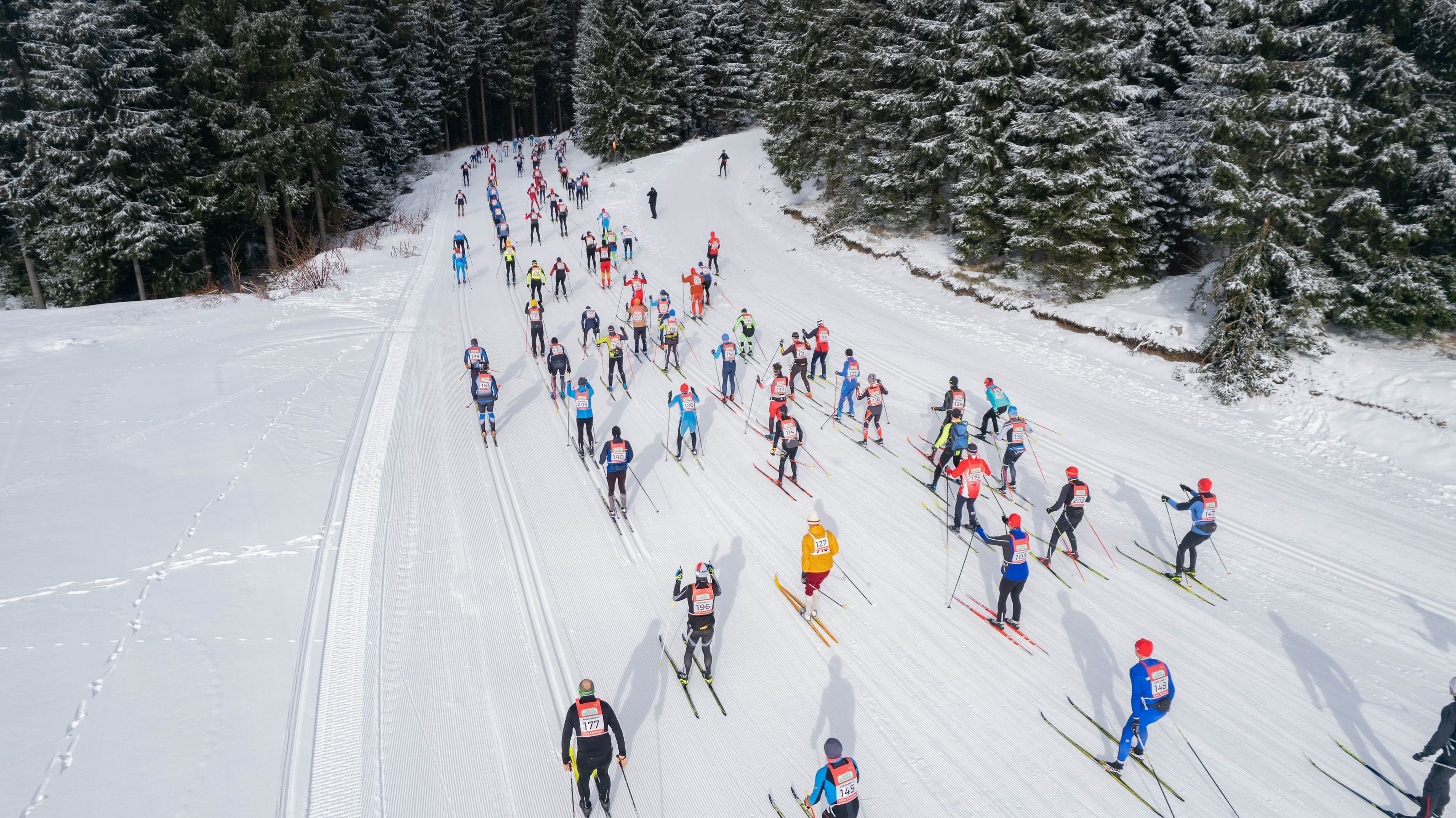
Der Kammlauf ist einer der traditionsreichsten Skiwettkämpfe in Sachsen. Er startet im Skistadion Mühlleithen.

Das Loipenzentrum Mühlleithen ist eine bedeutende Sportstätte für den Skilanglauf, die sich nahe der Passhöhe in Mühlleithen befindet. Es bietet eine Vielzahl von Loipen und Einrichtungen für Skilangläufer jeden Niveaus.
Einrichtungen und Loipen

Das Loipenzentrum verfügt über ein Skistadion sowie Trainingsloipen mit Längen von 1,6 und 2,5 Kilometern. Diese Strecken bieten optimale Bedingungen für das Training und die Wettkämpfe von Langläufern. Vom großen Besucherparkplatz aus sind es nur wenige Meter bis zum Skistadion und den Loipen, was einen bequemen Zugang für Sportler und Besucher gewährleistet.
Kammloipe und Umgebung

In unmittelbarer Nähe des Loipenzentrums befindet sich der Einstieg in die Kammloipe, die in Richtung Schöneck oder Johanngeorgenstadt führt. Diese beliebte Loipe bietet Langläufern ein abwechslungsreiches und herausforderndes Gelände.
Loipenhaus

Das Loipenzentrum Mühlleithen verfügt außerdem über ein Loipenhaus, in dem Langläufer vor oder nach dem Skilaufen die Möglichkeit haben, sich umzuziehen oder aufzuwärmen.
Das Loipenzentrum ist eine wichtige Anlaufstelle für Langläufer in der Region und trägt zur Förderung des Skisports bei.

### Die Rollerbahn am Kiel
Die Rollerbahn am Kiel wurde in den 1970er Jahren als Trainingsstätte für den damaligen Sportclub Dynamo Klingenthal erbaut. Ursprünglich als Rundkurs in Form einer acht angelegt, bot sie unterschiedliche Streckenlängen von 2,2 km und 3,1 km sowie verschiedene Streckenprofile. Bis zum Wirbelsturm „Kyrill“ im Jahr 2007 war die Bahn zudem mit einer Beleuchtungsanlage ausgestattet.
Im Jahr 2015 wurde die Rollerbahn am Kiel umfangreich modernisiert und erhielt eine neue Asphaltdecke. Heute dient sie als Trainingsstätte für den Bundesstützpunkt Klingenthal sowie einer Vielzahl von Hobbysportlern. Durch ihre vielseitigen Streckenlängen und Profile bietet die Rollerbahn Trainingsbedingungen für Rollski- und Inline-Skating-Aktivitäten.

## Vereinsstruktur

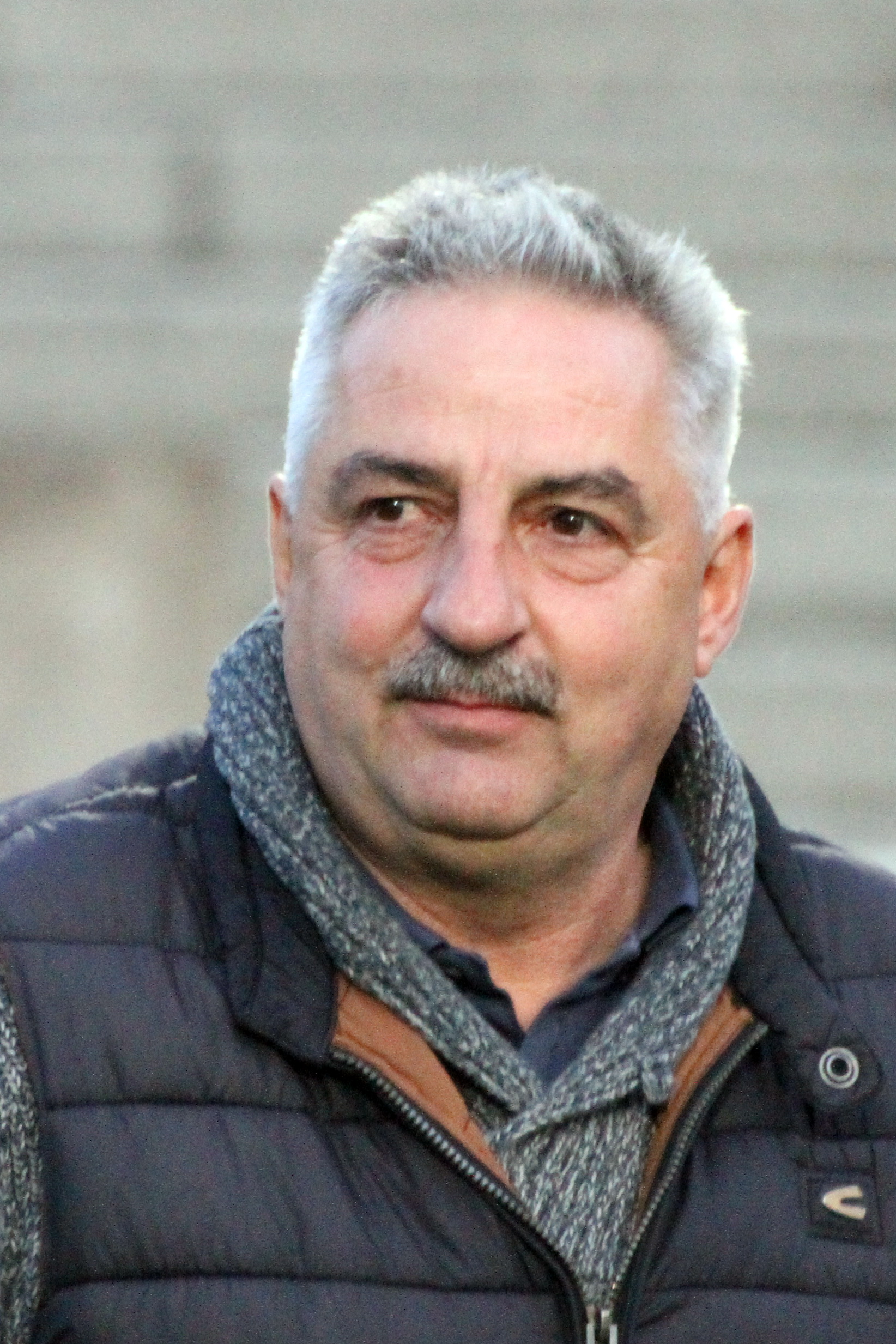
Manfred Deckert nicht nur ehemaliger Sportler des SC Dynamo Klingenthal, er ist auch der langjährige Präsident des VSC Klingenthal

Der Vorstand des VSC Klingenthal bildet das zentrale Organ für die Verwaltung und Leitung des Vereins. Er setzt sich aus erfahrenen Mitgliedern zusammen, die in regelmäßigen Abständen gewählt werden. Die Organisationsstruktur des Vereins umfasst neben dem Vorstand weitere Gremien und Arbeitsgruppen, die sich mit spezifischen Aufgaben wie Finanzen, Veranstaltungsplanung, Jugendarbeit oder Sportstättenpflege befassen. Diese Struktur gewährleistet eine effektive Verwaltung und Umsetzung der Vereinsziele sowie eine kontinuierliche Entwicklung des Vereinslebens.

### Das Präsidium
Das Präsidium des Vogtländischen Skiclubs Klingenthal fungiert als oberstes Leitungs- und Vertretungsorgan des Vereins. Es besteht in der Regel aus erfahrenen Mitgliedern, die über langjährige Erfahrung im Skisport und im Vereinsmanagement verfügen. So ist zum Beispiel Manfred Deckert seit 1997 ehrenamtlicher Präsident des VSC Klingenthal.
Alexander Ziron ist der geschäftsführende Vorstand des Vogtländischen Skiclubs Klingenthal. In seiner Rolle bringt er langjährige Erfahrung im Vereinsmanagement sowie im Skisport ein. Sein Einsatz erstreckt sich über die strategische Ausrichtung des Vereins, die Organisation von Veranstaltungen bis hin zur Förderung des Vereinslebens.
Die Hauptaufgaben des Präsidiums umfassen die strategische Ausrichtung des Vereins, die Vertretung nach außen, die Koordination von Projekten und Veranstaltungen sowie die Förderung des Vereinslebens. Die Mitglieder des Präsidiums werden in der Regel von der Mitgliederversammlung gewählt und treffen sich regelmäßig, um wichtige Entscheidungen im Sinne des Vereins zu treffen.

## VSC Klingenthal im Skisprung-Weltcup

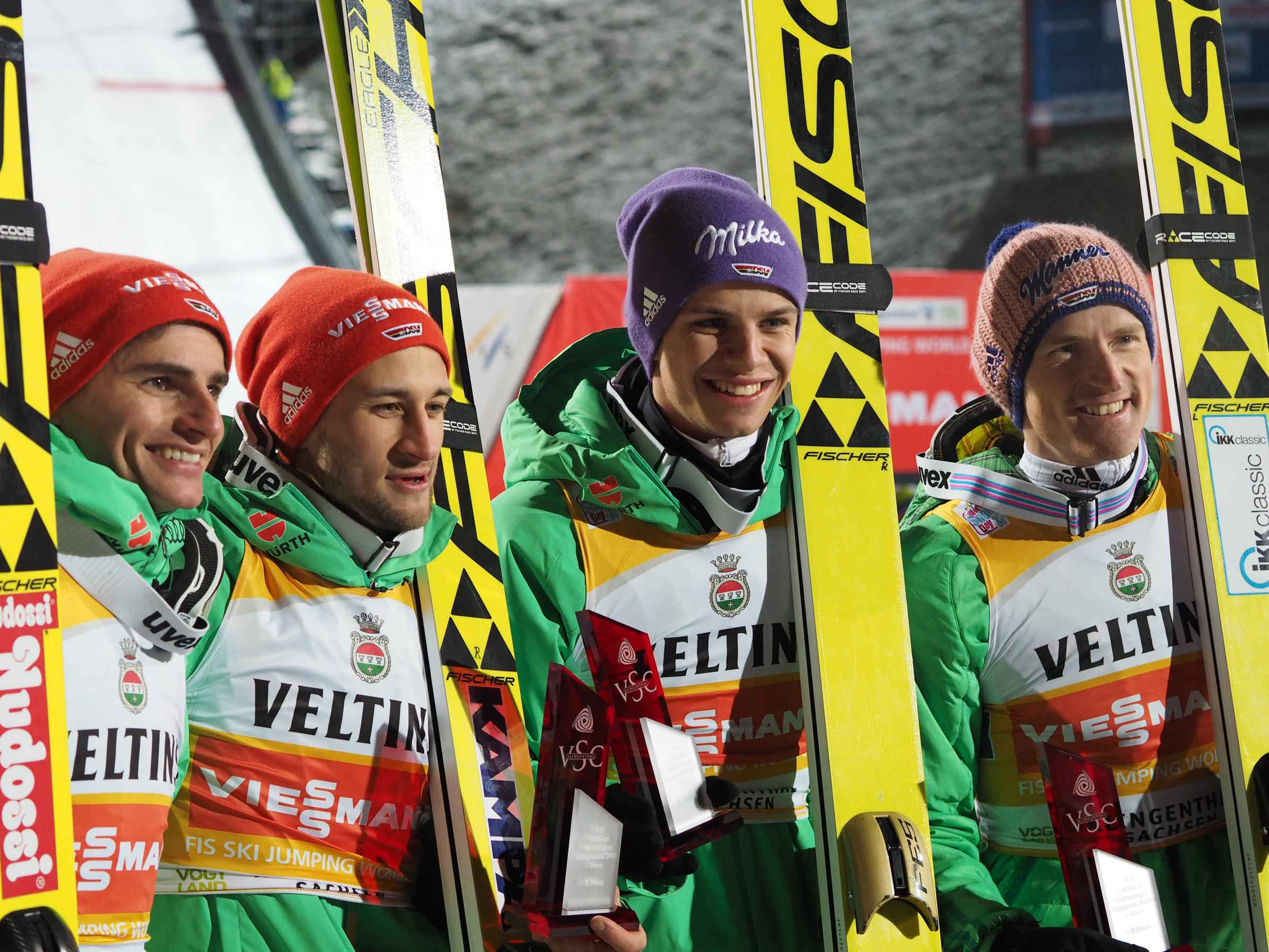
Das Team Deutschland Richard Freitag, Markus Eisenbichler, Andreas Wellinger und Severin Freund (von links) holte beim Weltcup 2016 in Klingenthal Silber.

Der SC Dynamo Klingenthal, Vorläufer des heutigen VSC Klingenthal, sicherte sich die Ausrichtung eines Weltcups im Skispringen im Jahr 1986 beim Internationalen Skiverband. Dies markierte das erste Skisprung-Weltcup-Event in der ehemaligen DDR, das am 17. Januar 1986 auf der großen Aschbergschanze stattfand.
Im Jahr 2007 sprang der VSC Klingenthal als Ersatzausrichter ein, nachdem ein geplantes Weltcupspringen im tschechischen Harrachov aufgrund ungünstiger Witterungsbedingungen abgesagt werden musste. Die Veranstaltung fand schließlich in der neu errichteten Vogtland Arena statt. Seitdem trifft sich die Weltelite des Skisprungs regelmäßig im Vogtland. Der austragende Verein diese Weltcups ist dabei der VSC Klingenthal.
Eine weitere bemerkenswerte Phase war von 2009 bis 2013, als Klingenthal Teil der FIS-Team-Tour war. In der Saison 2012 musste ein Wettkampf aufgrund starken Windes abgesagt werden. Beim Skisprung-Weltcup 2023 in Klingenthal sicherte sich Karl Geiger den zweiten Heimsieg in Folge. Er war damit der erste Deutsche, der In Klingenthal einen Weltcupsieg für sich entscheiden konnte. Der Schanzenrekord wurde von Andreas Wellinger und Gregor Deschwanden an diesem Wochenende zweimal gebrochen. Der VSC Klingenthal empfing mehr als 10.000 Zuschauer.

### Ergebnisse

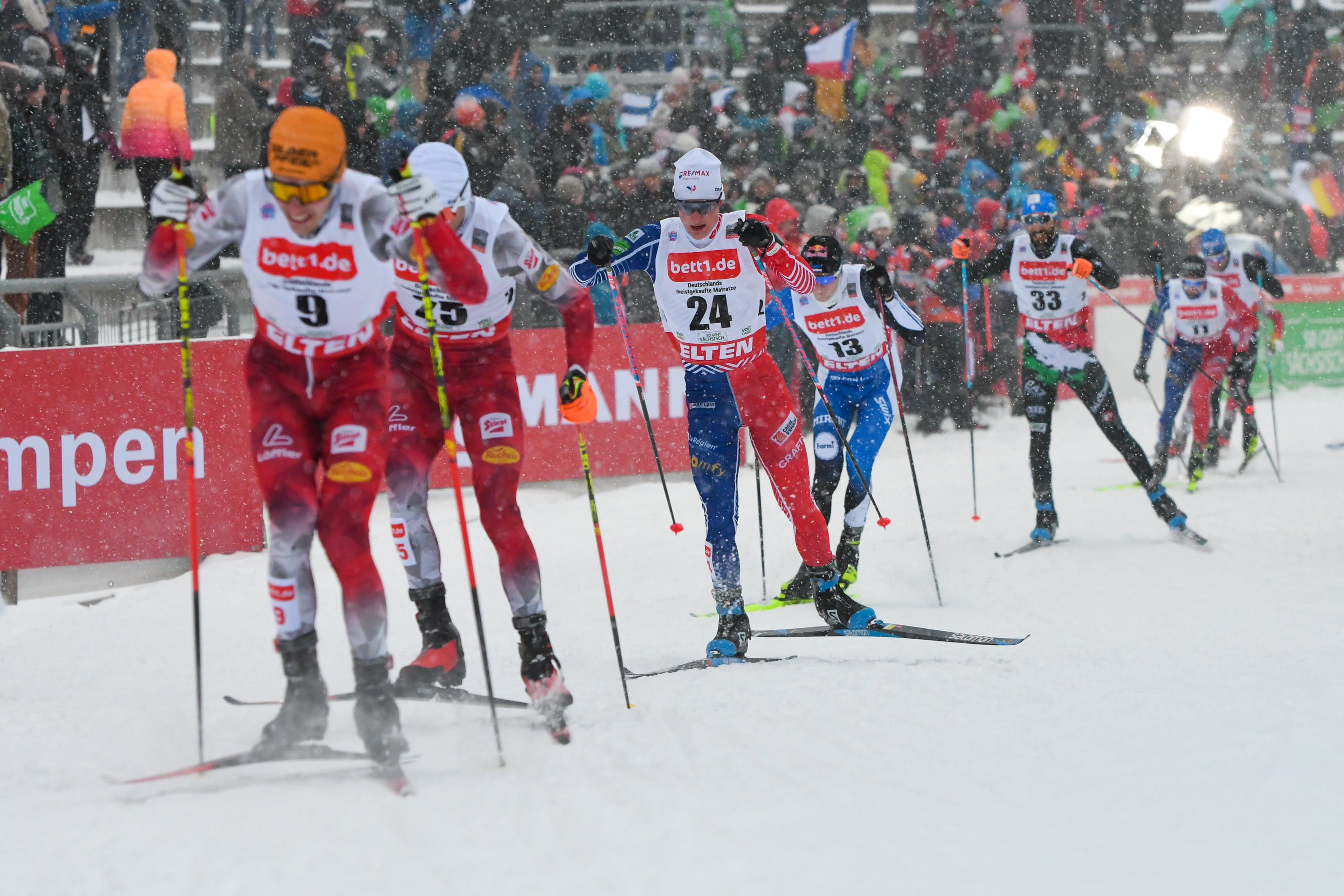
Beim Weltcup der Nordischen Kombination in Klingenthal fahren die Athleten direkt durch den Auslauf der Vogtland Arena am Publikum vorbei.

#### Herren
| Auflage | Saison  | Sieger                                                                          | Zweiter                                                                         | Dritter                                                                     |
| ------- | ------- | ------------------------------------------------------------------------------- | ------------------------------------------------------------------------------- | --------------------------------------------------------------------------- |
| 01      | 1985/86 | Matti Nykänen                                                                   | Primož Ulaga                                                                    | Waleri Karetnikow                                                           |
| 02      | 2006/07 | Gregor Schlierenzauer                                                           | Simon Ammann                                                                    | Adam Małysz                                                                 |
| 03      | 2008/09 | Gregor Schlierenzauer                                                           | Anders Jacobsen                                                                 | Wolfgang Loitzl                                                             |
| 04      | 2009/10 | Simon Ammann                                                                    | Adam Małysz                                                                     | Gregor Schlierenzauer                                                       |
| 05      | 2010/11 | Kamil Stoch                                                                     | Thomas Morgenstern                                                              | Simon Ammann                                                                |
| 06      | 2011/12 | Wegen zu starken Wind wurde der Wettkampf abgebrochen.                          | Wegen zu starken Wind wurde der Wettkampf abgebrochen.                          | Wegen zu starken Wind wurde der Wettkampf abgebrochen.                      |
| 07      | 2012/13 | Jaka Hvala                                                                      | Taku Takeuchi                                                                   | Gregor Schlierenzauer                                                       |
| 08      | 2013/14 | SlowenienJurij Tepeš Robert Kranjec Jaka Hvala Peter Prevc                      | DeutschlandAndreas Wank Karl Geiger Andreas Wellinger Severin Freund            | JapanDaiki Itō Reruhi Shimizu Noriaki Kasai Taku Takeuchi                   |
| 08      | 2013/14 | Krzysztof Biegun                                                                | Andreas Wellinger                                                               | Jurij Tepeš                                                                 |
| 09      | 2014/15 | DeutschlandMarkus Eisenbichler Richard Freitag Andreas Wellinger Severin Freund | JapanReruhi Shimizu Daiki Itō Noriaki Kasai Taku Takeuchi                       | NorwegenRune Velta Anders Jacobsen Anders Fannemel Anders Bardal            |
| 09      | 2014/15 | Roman Koudelka                                                                  | Stefan Kraft                                                                    | Andreas Wellinger                                                           |
| 10      | 2015/16 | DeutschlandAndreas Wellinger Andreas Wank Richard Freitag Severin Freund        | SlowenienDomen Prevc Jurij Tepeš Anže Lanišek Peter Prevc                       | ÖsterreichMichael Hayböck Gregor Schlierenzauer Manuel Fettner Stefan Kraft |
| 10      | 2015/16 | Daniel-André Tande                                                              | Peter Prevc                                                                     | Severin Freund                                                              |
| 11      | 2016/17 | PolenPiotr Żyła Kamil Stoch Dawid Kubacki Maciej Kot                            | DeutschlandMarkus Eisenbichler Andreas Wellinger Richard Freitag Severin Freund | ÖsterreichMichael Hayböck Stefan Kraft Andreas Kofler Manuel Fettner        |
| 11      | 2016/17 | Domen Prevc                                                                     | Daniel-André Tande                                                              | Stefan Kraft                                                                |
| 12      | 2019/20 | PolenPiotr Żyła Jakub Wolny Kamil Stoch Dawid Kubacki                           | ÖsterreichPhilipp Aschenwald Gregor Schlierenzauer Michael Hayböck Stefan Kraft | JapanYukiya Satō Daiki Itō Junshirō Kobayashi Ryōyū Kobayashi               |
| 12      | 2019/20 | Ryōyū Kobayashi                                                                 | Stefan Kraft                                                                    | Marius Lindvik                                                              |
| 13      | 2020/21 | Halvor Egner Granerud                                                           | Kamil Stoch                                                                     | Bor Pavlovčič                                                               |
| 13      | 2020/21 | Halvor Egner Granerud                                                           | Bor Pavlovčič                                                                   | Markus Eisenbichler                                                         |
| 14      | 2021/22 | Stefan Kraft                                                                    | Halvor Egner Granerud                                                           | Kamil Stoch                                                                 |
| 14      | 2021/22 | Ryōyū Kobayashi                                                                 | Daniel-André Tande                                                              | Marius Lindvik                                                              |
| 15      | 2023/24 | Karl Geiger                                                                     | Stefan Kraft                                                                    | Ryōyū Kobayashi                                                             |
| 15      | 2023/24 | Karl Geiger                                                                     | Gregor Deschwanden                                                              | Andreas Wellinger                                                           |

#### Damen
| Auflage | Saison  | Siegerin      | Zweiter      | Dritter          |
| ------- | ------- | ------------- | ------------ | ---------------- |
| 01      | 2019/20 | Chiara Hölzl  | Ema Klinec   | Katharina Schmid |
| 02      | 2021/22 | Marita Kramer | Silje Opseth | Urša Bogataj     |
| 02      | 2021/22 | Marita Kramer | Silje Opseth | Katharina Schmid |

## VSC Klingenthal im Weltcup der Nordischen Kombination
Der Weltcup Nordische Kombination in Klingenthal hat eine lange und bedeutende Geschichte, die eng mit dem VSC Klingenthal verbunden ist. Seit Jahren ist Klingenthal ein fester Bestandteil des FIS Weltcups Nordische Kombination.
Die Ursprünge reichen zurück zu den Anfängen des nordischen Skisports in der Region. Der VSC Klingenthal hat maßgeblich dazu beigetragen, die Stadt als bedeutenden Austragungsort für nordische Sportarten zu etablieren. Die Veranstaltung findet traditionell in der modernen Vogtland Arena statt, die durch ihre die lebendige Atmosphäre bekannt ist.
Im Laufe der Jahre hat der Weltcup Nordische Kombination in Klingenthal zahlreiche Höhepunkte erlebt.
Die Veranstaltung trägt dazu bei, Klingenthal als einen Austragungsort im Weltcup-Kalender zu positionieren und die Begeisterung für den nordischen Skisport in der Region weiter zu fördern.

### Ergebnisse
| Auflage | Saison    | Erster                          | Zweiter                         | Dritter                         |
| ------- | --------- | ------------------------------- | ------------------------------- | ------------------------------- |
| 1       | 2007/2008 | Eric Frenzel                    | Ronny Ackermann                 | Anssi Koivuranta                |
| 1       | 2007/2008 | Ronny Ackermann                 | Eric Frenzel                    | David Kreiner                   |
| 2       | 2011/2012 | Akito Watabe                    | Jason Lamy Chappuis             | Bernhard Gruber                 |
| 2       | 2011/2012 | Jason Lamy Chappuis             | Bernhard Gruber                 | Tomáš Slavík                    |
| 3       | 2015/2016 | Wettkampf nach Schonach verlegt | Wettkampf nach Schonach verlegt | Wettkampf nach Schonach verlegt |
| 4       | 2017/2018 | Fabian Rießle                   | Eero Hirvonen                   | Akito Watabe                    |
| 4       | 2017/2018 | Fabian Rießle                   | Johannes Rydzek                 | Akito Watabe                    |
| 5       | 2018/2019 | Jarl Magnus Riiber              | Vinzenz Geiger                  | Johannes Rydzek                 |
| 5       | 2018/2019 | Jarl Magnus Riiber              | Ilkka Herola                    | Fabian Rießle                   |
| 6       | 2020/2021 | Vinzenz Geiger                  | Fabian Rießle                   | Eric Frenzel                    |
| 6       | 2020/2021 | Vinzenz Geiger                  | Akito Watabe                    | Lukas Greiderer                 |
| 7       | 2022/2023 | Johannes Lamparter              | Franz-Josef Rehrl               | Jarl Magnus Riiber              |
| 7       | 2022/2023 | Johannes Lamparter              | Jarl Magnus Riiber              | Franz-Josef Rehrl               |